# ОШ „Свети Сава” Младеновац
ОШ „Свети Сава” Младеновац носи име по првом српском просветитељу Растку Немањићу, Светом Сави.
Садашњи назив школа носи од 2002. године. Поред матичне школе, постоје и два истурена одељења, једно у Младеновцу селу, а друго у селу Границе.